# Jeanita Melin
Jeanita Melin, född 25 maj 1911 i Oslo i Norge, död 16 augusti 1973, var en norskbördig mannekäng och sångare. Hon kom på 1930-talet till Sverige och var engagerad vid Södra Teatern i Stockholm, sjöng ofta Zarah Leander-sånger.
Hon var dotter till byggmästare Johan Melin i Oslo och hans hustru Amalie Kareliusdotter. Jeanita Melin var gift med den svenske skådespelaren Tord Bernheim 1939–1944 och fortsatte därefter karriären inom dansk teater och revy.